# (1900) Katyusha
(1900) Katyusha – planetoida z pasa głównego asteroid okrążająca Słońce w ciągu 3 lat i 104 dni w średniej odległości 2,21 j.a. Została odkryta 16 grudnia 1971 roku w Krymskim Obserwatorium Astrofizycznym w Naucznym na Półwyspie Krymskim przez Tamarę Smirnową. Nazwa planetoidy pochodzi od zdrobnienia imienia Jekateriny Zelenko (1916-1941), rosyjskiej pilot. Przed nadaniem nazwy planetoida nosiła oznaczenie tymczasowe (1900) 1971 YB.